# Корейская биржа
Корейская биржа (кор. 한국거래소, англ. Korea Exchange, KRX) — крупнейшая в мире биржа по объёму сделок с деривативами, входит в двадцатку крупнейших бирж по капитализации. Осуществляет торги акциями, облигациями, фьючерсами. Образована в результате слияния Корейской фондовой биржи, Корейской фьючерсной биржи и KOSDAQ.
Официально открылась 19 января 2005 года. Головной офис находится в Пусане, подразделения — в Сеуле и Пусане. Принадлежит брокерским компаниям.
Биржа входит в Федерацию фондовых бирж Азии и Океании.

## Биржевые индексы
Основной индекс: KOSPI (Korea Composite Stock Price Index) — отражает состояние акций всех компаний, торгующихся на бирже.